# Sábado perpetuo
«sábado perpetuo» es una canción grabada e interpretada por la banda mexicana de rock contemporáneo Enjambre. La canción fue escrita por Rafael Navejas, Javier Mejía, Ángel Sánchez y Julián Navejas y producida por el británico Phil Vinall.
Fue lanzada a través de la discográfica Universal Music México, el 12 de febrero de 2015 como el segundo sencillo de su quinto álbum de estudio Proaño. Ha logrado obtener más de 18 millones de reproducciones en Spotify. Fue versionada al género de bolero y danzón para su octavo álbum Noches de salón. 

## Video musical
El vídeo musical oficial de «sábado perpetuo» fue lanzado en febrero de 2015 en la plataforma digital YouTube. El videoclip ha recibido más de 11 millones de vistas desde su publicación. Mientras que la versión de Noches de salón grabada en el Salón Los Ángeles ha alcanzado casi medio millón de visualizaciones.

## Lista de canciones

### Descarga digital
| sábado perpetuo — Sencillo |                   |          |  |
| N.º                        | Título            | Duración |  |
| 1.                         | «sábado perpetuo» | 3:28     |  |